# 企鹅在滑雪
《企鹅在滑雪》是一款免费3D电子游戏，主角为企鹅Tux（Linux吉祥物）。
游戏中，玩家控制Tux从满是冰雪的山坡上滑下，并不断收集分布在路旁的鱼。在冰上滑行可以让Tux走得更快，在雪上滑行则更易操作，而在岩石路上滑行会让Tux减速。路上有树会阻挡Tux的去路，还会有旗子标明滑行方向。

## 操作
向左或右的控制和一般的竞速模拟类游戏一样，但是前进键可以让Tux用自己的“手掌”拍打地面。如果想取得好成绩，正确使用“拍地”命令必不可少。如果Tux滑得很快，拍地可以让其减速；如果Tux滑得比较慢，拍地则会让其加速。在空中使用这个命令可以增加飞跃的距离。地形可以导致飞跃，按下“energy”键（通常是e）再放开也可以让Tux飞跃。在飞跃即将开始的那一刻放开这个按键常常可以让飞跃远很多。有的版本不通过键盘而用其他方式控制，例如wiimote，而街机版本使用的是控制盘。
收集滑道周围分散着的青鱼可以得到得分。要进入下一关，玩家必须既要收集足够的鱼又要在时限内到达终点。
和许多开源软件一样，《企鹅在滑雪》的可玩性可以因不同的修改版的出现而不断增强。只需通过绘制三个位图来指定高度、地表和物品放置即可创建新的地图。

## 历史

### 早期开发
《企鹅在滑雪》（TuxRacer）原来由Jasmin Patry在1999年编写，当时是作为大学里的一个项目。2000年，他将此程序按照GPL作为自由软件发行。软件作为公共项目开发了近一年。

### Sunspire Studios: TuxRacer
2001年8月1日，Patry宣布其和两个朋友已经组建了一个名为“Sunspire Studios”的公司来以专有软件的形式发行软件的增强版。不久后，Sunspire Studios以14.99美元的价格将《企鹅在滑雪》的GNU/Linux、Mac OS X和Windows操作系统版本卖出。
Sunspire没有再推出另一款产品，并于2003年停止运营。其互联网域名（sunspirestudios.com和tuxracer.com）亦已被抢注。根据archive.org，自从2002年9月22日，Tux Racer 1.1.1 Linux补丁发布后，该网站便没有大的更新。而2004后该网站已经基本没有变化。游戏的1.1版的demo仍可被下载。

### Open Racer
当Sunspire将游戏商业化时，Nathan Matias将程序的最后一个GPL版本作为SourceForge（后来移动到WorldForge）服务器上的一个开源计划发布，取名《Open Racer》（开放式Racer）。此版本虽然偶尔有更新，但最后被放弃（虽然玩家仍然可以下载并运行此版本）。

### PlanetPenguin Racer
自原始制作室停止销售游戏后，一个源自《Tux Racer》最后一个GPL授权版本名为“PlanetPenguin Racer”的版本出现。除原版游戏中的关卡外，PlanetPenguin Racer还附带了爱好者制作的附加关卡。
《PlanetPenguin Racer》可以在Linux和Windows平台上运行。
一般认为PlanetPenguin Racer Project已经不再运转。最后一个稳定版本是0.3.1，发行于2005年3月1日，最后一个alpha版本是0.5alpha，发行于2005年9月26日。原始网站于2006年中旬关闭，下载也无法再于该站被找到。《PlanetPenguin Racer》仍在网上的游戏下载站（参见外部链接）和BerliOS源页面找到。
華碩EEE PC 701电脑内预装有《PlanetPenguin Racer》，也带着附加关卡。

### Extreme Tux Racer
2007年3月，一个基于《PlanetPenguin Racer》0.3.1的新项目启动，并从0.5alpha版本中借用了一些源代码以维持对《Tux Racer》的向下兼容。计划原本想被命名为PlanetPenguin Racer并且初衷是换用一群新的程序员继续开发同一款游戏。然而，因为法律问题以及《PlanetPenguin Racer》的所有者无法被联系到来获得许可，最后采用了新的名字，计划变成Extreme Tux Racer。extremetuxracer.com上建立了网站、wiki和论坛。目前一共正式发行了两个版本：0.35（0.3.1的一个小的修改版）和0.4版，0.5版本开始长期停滞。

### Roxor Games: TuxRacer
Roxor Games以redemption game的形式发行过一个街机版本，但它只有左右控制，而且缺少“拍地”的精细控制。此街机版本有两个修改版。

### Roxor Games: Tux 2
原街机版《Tux Racer》的续篇，包含四个角色：Tux、Trixi（母企鹅）、大熊Boris和海豹Sammy，以及4条下山赛道。